# Espérance (1722)
Pour les articles homonymes, voir L'Espérance.
L’Espérance était un vaisseau portant 74 canons, construit et lancé par René Levasseur à Toulon en 1723-1724. Il faisait partie de ce petit nombre de bâtiments lancés dans les vingt-cinq premières années du règne de Louis XV, période de paix marquée par de faibles crédits pour la Marine. L’Espérance participa à diverses missions en Méditerranée et dans la Baltique dans les années 1730, puis à la guerre de Succession d'Autriche. Le bâtiment fut perdu au combat dans l’Atlantique en 1755, au début de la guerre de Sept Ans.

## Caractéristiques générales
L’Espérance était un vaisseau de deuxième rang. Bien que portant 74 canons, il ne faisait pas partie la classe dite des « vaisseaux de 74 canons » sortie des arsenaux à partir de 1743-1744 et dont la conception était différente. Son armement se répartissait de la façon suivante : 
- le premier pont, percé à 13 sabords portait vingt-six pièces de 36 livres ;
- le second pont, percé à 14 sabords portait vingt-huit pièces de 18 livres ;
- les gaillards portaient seize canons de 6 livres et quatre canons de 4 livres.

Compte tenu du fait que la France de 1723 n’avait plus qu’un seul vaisseau à trois ponts de premier rang (le Foudroyant, construit en même temps), l’Espérance faisait partie des unités les plus puissantes de la flotte. Lancé en période de paix, il resta à quai longtemps, comme la plupart des vaisseaux de guerre français à cette époque. En 1729, les archives nous apprennent qu’il n’avait pas encore navigué. Ses performances nautiques ne sont connues qu’avec ses premières campagnes à la mer, à partir de 1731. En 1734, il était noté comme « bon voilier » et en 1741 qu’il « gouverne et va bien ». Il pouvait filer à la vitesse de 6 nœuds ce qui était plutôt élevé.

## La carrière du vaisseau

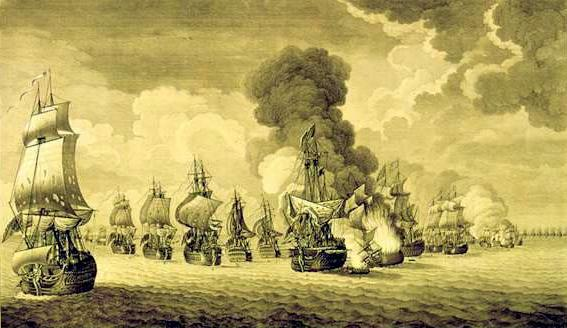
La bataille du cap Sicié à laquelle participe l’Espérance en 1744.

### Les première campagnes (1731 - 1744)
En 1731, l’Espérance servit de vaisseau-amiral à Duguay-Trouin en tant que lieutenant général des armées navales du roi. À la tête de quatre vaisseaux, il fut chargé de faire une croisière contre les Barbaresques qui avaient refait leur apparition sur les côtes provençales. La division appareilla de Toulon le 3 juin, mouilla devant Alger quatorze jours plus tard. Il n’y eut aucun combat, mais le bey fut forcé de recevoir le consul de France. À Tunis des prisonniers furent libérés. À Tripoli, le 13 juillet, il y eut échange de visites, bal et salut de coup de canons. La campagne se termina par une visite aux échelles du Levant, à Chypre, à Rhodes.
En 1733, l’Espérance fut armé à Brest dans l’escadre de neuf vaisseaux et trois frégates sous les ordres du comte de la Luzerne. Elle appareilla le 31 août pour la mer Baltique avec une troupe de 1 500 hommes afin d’aller y soutenir le roi de Pologne Stanislas Leczinski dont la couronne était contestée par la Russie et l’Autriche. Le 31 août, elle mouilla à Copenhague où elle fut reçue par l’ambassadeur de France. Le 8 octobre, elle était rappelée en France sans avoir tiré un coup de canon. En février 1744, alors que commençait une nouvelle guerre avec l'Angleterre, l’Espérance participa à la bataille du cap Sicié à l’avant-garde du dispositif franco-espagnol. Le bâtiment servit ensuite dans des missions d’escorte des convois marchands dans l'Atlantique et dans les Antilles.

### La perte du vaisseau au début de la guerre de Sept Ans (1755)

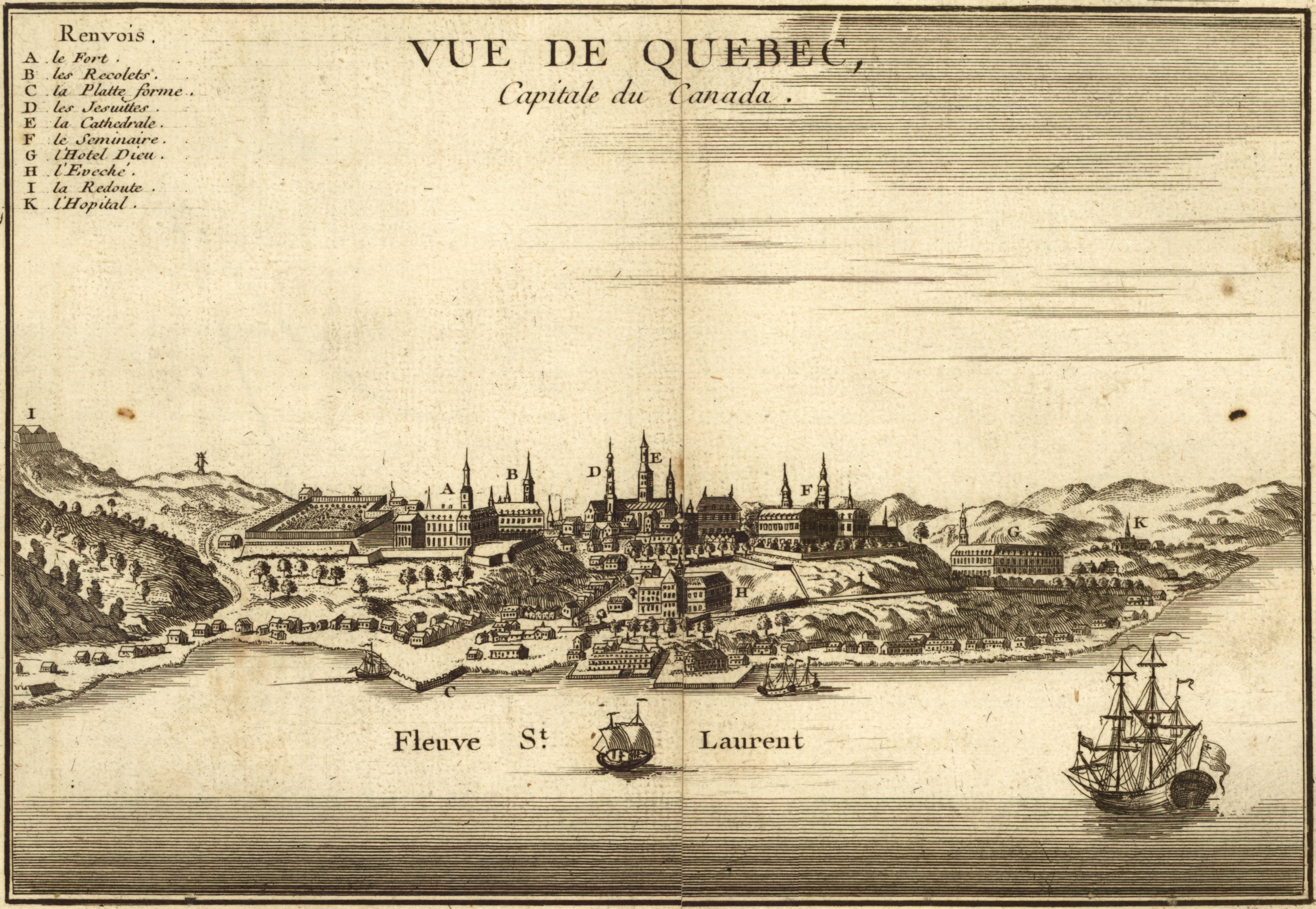
Vue de Québec en 1755. L’Espérance participe à son ravitaillement cette année là dans l’escadre de Dubois de La Motte.

En 1755, l’Espérance était commandé par le capitaine Jubert de Bouville. Le bâtiment, qui dépassait les 30 ans d’âge, était l’un des plus anciens de la flotte. Il était pourtant encore jugé apte à servir. C’est ainsi qu’avec la menace de plus en plus avérée d’une nouvelle guerre avec l’Angleterre, l’Espérance fut requis pour faire partie de l’escadre de dix-huit bâtiments aux ordres de Dubois de La Motte chargée de transporter en mai d’importants renforts pour le Canada. On lui retira une partie de son artillerie (armement réduit en flûte) pour le transport des régiments d’Artois de Bourgogne, et d’un régiment de grenadiers. La mission se déroula sans encombre et le navire échappa à la tentative d'interception de la marine anglaise au large de Terre-Neuve.
Le retour fut fatal à l’Espérance. N’ayant pu quitter Québec en même temps que l’escadre de Dubois de La Motte, le vaisseau fut assailli par un violent coup de vent qui cassa sa grande vergue. Le 11 novembre il fut pris en chasse par quatre vaisseaux britanniques de l’escadre de l’amiral West dans le golfe de Gascogne. L’un d’entre-eux, le HMS Orford de 70 canons réussit à le rejoindre. Les 22 canons de l’Espérance repoussèrent une première attaque avec une bordée à double projectiles. Le vaisseau anglais revint à la charge, mais le combat s’interrompit à cause du manque de vent. Peu avant la nuit, la brise fraichit, ce qui permit l’arrivée sur le champ de bataille de deux autres vaisseaux anglais, le HMS Revenge et le HMS Buckingham. L’Espérance, entièrement dégrée, sa soute à poudre noyée et ne gouvernant plus dut se rendre. La lutte avait duré 5 heures. Il était tellement endommagé que les Anglais le brûlèrent le 15 novembre 1755. Le HMS Orford se hâta d’amener les prisonniers à Plymouth ; criblé de boulets, il faisait eau de toute part.
Comme la guerre n’était pas encore officiellement déclarée entre la France et l'Angleterre, son commandant, le vicomte de Bouville, refusa sa liberté, déclarant avoir été la proie de pirates et offrit avec hauteur une rançon. Il resta pendant deux ans dans les prisons anglaises. C'était le troisième vaisseau français capturé cette année-là par la Royal Navy, après la saisie au large de Terre-Neuve de l'Alcide et du Lys, eux aussi membres de l'expédition de Dubois de La Motte au Canada. Plus largement, l’Espérance fait partie des trente-sept vaisseaux que perdit par la France pendant la guerre de Sept Ans.